# BetterMe
BetterMe es una plataforma de salud y bienestar que ofrece un enfoque holístico personalizado del bienestar. La empresa ofrece servicios a más de 150 millones de usuarios.
BetterMe ha desarrollado dos aplicaciones de apoyo, BetterMe: Health Coaching y BetterMe: Mental Health, disponibles en todo el mundo.
En 2018, la app BetterMe: Health Coaching se convirtió en la primera app más descargada en EE. UU.
En 2021, la compañía lanzó BetterMe Store, una tienda en línea con athleisure, accesorios y rastreador de salud que acelera el cambio de hábitos.

## Historia
La compañía fue fundada en 2016 en Kiev por Victoria Repa.
El primer producto de la compañía fue la app BetterMe: Weight Loss Workouts, que más tarde pasó a llamarse BetterMe: Health Coaching. En 2018, esta aplicación se convirtió en la app más taquillera de Estados Unidos con 10 millones de instalaciones durante el primer año.
En 2018, se lanzó la app BetterMe: Meditation & Sleep, cuyo nombre se cambió más tarde a BetterMe: Mental Health. También en 2018, se lanzó la app BetterMen.
En 2021, la compañía lanzó la BetterMe Store con athleisure, accesorios y rastreadores de salud que aceleran el cambio de hábitos. También en 2021, BetterMe: Health Coaching se convirtió en una de las 17 mejores apps de fitness según los App Growth Awards.
La compañía proporcionó acceso gratuito a las apps BetterMe: Health Coaching y BetterMe: Mental Health para los ucranianos, ofreciendo recomendaciones sobre apoyo psicológico para niños, formación para escolares, dieta en tiempos de guerra y otra información.

## Premios
En 2022, Apple reconoció a BetterMe como una de las mejores aplicaciones de entrenamiento del mundo.
Se convirtió en una de las tres principales apps de fitness del mundo por usuarios activos.
Según un estudio de Google for Startup, la compañía entró en la lista de las 7 mejores startups de Europa Central y del Este.
La aplicación BetterMe: Health Coaching recibió el premio internacional The Best Mobile App of The Year 2022 en la categoría de Salud y Fitness y se convirtió en una de las tres aplicaciones más populares en la categoría de "aplicaciones de entrenamiento guiado".
En 2023, la compañía ha sido preseleccionada como finalista en los premios Reuters Responsible Business Awards 2023 en la categoría de Diversidad, Equidad e Inclusión y apareció en la lista de "Brands That Matter" de Fast Company en la categoría de Salud y Bienestar por su apoyo a diversos grupos. Durante el año pasado, BetterMe inició dos programas globales: un curso de empoderamiento durante el Mes de la Historia Negra y un curso de salud mental y educación de género en el Mes del Orgullo.

## Operaciones
BetterMe tiene su sede en Kiev, Ucrania, y en septiembre de 2023 contaba con más de 400 empleados. Victoria Repa es la fundadora y la CEO de la compañía.
Los productos de la empresa incluyen:
- BetterMe: Health Coaching es una aplicación de salud todo en uno que se encuentra entre las tres primeras aplicaciones a nivel mundial en cuanto a número de usuarios activos en la categoría de Salud y Deportes.[28][29][30] La aplicación contiene planes de entrenamiento y nutrición personalizados, terapia cognitiva y una solución integral de seguimiento, diseñada para cualquier nivel de fitness.[31] Además, con BetterMe: Health Coaching, los usuarios pueden construir un estilo de vida saludable ya sean personas mayores, diabéticos, mujeres embarazadas, personas que usan sillas de ruedas, etc.[32][33][2][34]
- BetterMe: Salud Mental es una app para una vida equilibrada y consciente que ofrece a los usuarios planes diarios, cursos de meditación guiada, ejercicios de respiración, afirmaciones, sonidos para dormir y acceso 24/7 a especialistas de salud mental.[35][36][15][37]
- BetterMe Store es una tienda en línea con ropa deportiva, accesorios y el rastreador de salud BetterMe Band, que acelera el cambio de hábitos. BetterMe Store cuenta con colecciones de ropa solidaria, una línea de ropa deportiva para todos los días, un rastreador de fitness y una colección de ropa para bailar.[16]
- BetterMe for Business es un programa de bienestar corporativo que ofrece apoyo personalizado para la salud física y mental que cultiva una plantilla sana, próspera e imparable.[38]

## Actividades públicas
BetterMe participa en actividades benéficas, promoviendo el tema de la diversidad y la inclusión en el sector de la salud y el fitness.
En 2021, BetterMe, junto con la fundación benéfica "Enjoying Life", creó un programa de entrenamiento para personas mayores. Además, para el Día Mundial de Concienciación sobre la Accesibilidad 2021, BetterMe lanzó entrenamientos inclusivos para personas que usan sillas de ruedas en la aplicación BetterMe: Health Coaching.
Asimismo, en 2021, la compañía lanzó la campaña internacional "Vow to Myself", dirigida a la autoaceptación.
En marzo de 2022, BetterMe añadió, junto con Unicef Ucrania, una sección de asistencia psicológica a niños durante la guerra dentro de la app BetterMe: Mental Health. Además, la compañía inició una cooperación con el Ministerio de Educación y Ciencia de Ucrania, que recomienda BetterMe: Health Coaching para impartir clases de ejercicio en línea en las escuelas.
Para el Día Mundial de la Salud Mental 2022, BetterMe se unió al Programa Nacional de Salud Mental, iniciado por la primera dama de Ucrania Olena Zelenska, y junto con la ONG Bezbariernist y la OMS, creó un curso de formación "Hacer Lo Que Importa en Tiempos de Estrés" en la aplicación BetterMe: Salud Mental.
En 2022, la compañía lanzó dos colecciones benéficas de ropa deportiva, "Creating Freedom Within" y "Creating Power Within", cuyos beneficios se destinaron en un 100% a diversas iniciativas benéficas, como prótesis para soldados, a la ONG Zemlyachky para coser uniformes militares para mujeres de las Fuerzas Armadas de Ucrania y a la compra de ambulancias para United24.
En 2023, la compañía ha lanzado una colección de cuentos para dormir en la aplicación BetterMe: Mental Health. Los cuentos fueron narrados por la actriz ucraniana Olena Kravets.
También en 2023, BetterMe: Health Coaching ha lanzado una serie de ejercicios para personas amputadas llamada Limb Loss Workouts.